# María Paulina Pérez García
María Paulina Pérez García (* 10. Januar 1996 in Barranquilla) ist eine kolumbianische Tennisspielerin.

## Karriere
Pérez García begann mit sechs Jahren das Tennisspielen und bevorzugt Hartplätze. Sie spielte bislang vorrangig Turniere der ITF Women’s World Tennis Tour, wo sie bislang 14 Titel im Doppel gewinnen konnte.
Ihr erstes Turnier auf der WTA Tour bestritt sie zusammen mit ihrer Schwester Paula Andrea, als sie für das Hauptfeld im Doppel der XXI Copa Claro Colsanitas eine Wildcard erhielten, wo sie aber bereits in der ersten Runde gegen Alizé Cornet und Pauline Parmentier mit 1:6 und 5:7 verloren. Sie startete auch in der Qualifikation zum Hauptfeld im Einzel, wo sie aber ebenfalls bereits in der ersten Runde gegen Tereza Mrdeža mit 2:6 und 2:6 verlor.
Pérez García gehört zur kolumbianischen Fed-Cup-Mannschaft, wo sie in bislang 13 Begegnungen von 2015 bis 2022 drei Einzel und zehn Doppel bestritt, wovon sie zwei Doppel gewinnen konnte.

## Turniersiege

### Doppel
| Nr. | Datum              | Turnier       | Kategorie   | Belag     | Partnerin                 | Finalgegnerinnen                          | Ergebnis           |
| --- | ------------------ | ------------- | ----------- | --------- | ------------------------- | ----------------------------------------- | ------------------ |
| 1.  | 29. Juni 2013      | Breda         | ITF $10.000 | Sand      | María Herazo González     | Elke Lemmens Swjatlana Piraschenka        | 1:6, 7:62, [12:10] |
| 2.  | 7. Dezember 2013   | Barranquilla  | ITF $10.000 | Sand      | Paula Andrea Pérez García | Andrea Koch-Benvenuto Daniella Roldan     | 6:1, 6:4           |
| 3.  | 30. August 2014    | Quito         | ITF $10.000 | Sand      | Paula Andrea Pérez García | Nathaly Kurata Eduarda Piai               | 7:5, 7:64          |
| 4.  | 17. Juni 2017      | Hammamet      | ITF $15.000 | Sand      | Paula Andrea Pérez García | Nathaly Kurata Eduarda Piai               | 6:3, 6:3           |
| 5.  | 10. November 2018  | Cúcuta        | ITF $15.000 | Sand      | Paula Andrea Pérez García | Ana Maria Becerra Daniela Carrillo        | 6:1, 6:1           |
| 6.  | 20. April 2019     | Guayaquil     | ITF W15     | Sand      | Fernanda Brito            | Mara Schmidt Anastasia Shaulskaya         | 6:3, 7:63          |
| 7.  | 27. April 2019     | Bucaramanga   | ITF W15     | Sand      | Fernanda Brito            | Yuliana Lizarazo Antonia Samudio          | 6:2, 6:2           |
| 8.  | 14. September 2019 | Buenos Aires  | ITF W15     | Sand      | Jessica Plazas            | Eugenia Ganga Raphaëlle Lacasse           | 7:68, 6:4          |
| 9.  | 1. Mai 2021        | Antalya       | ITF W15     | Sand      | Federica Rossi            | Victoria Mikhaylova Jekaterina Schalimowa | 2:6, 6:4, [10:6]   |
| 10. | 30. Oktober 2021   | Guayaquil     | ITF W25     | Sand      | María Herazo González     | Dea Herdželaš Victoria Rodríguez          | 6:3, 4:6, [10:7]   |
| 11. | 11. Dezember 2021  | Santo Domingo | ITF W15     | Hartplatz | María Herazo González     | Paris Corley Ingrid Vojčináková           | 7:64, 3:6, [12:10] |
| 12. | 24. September 2022 | Guayaquil     | ITF W15     | Sand      | Sofia Sewing              | Romina Ccuno María Herazo González        | 6:4, 1:6, [10:2]   |
| 13. | 29. Oktober 2022   | Ibagué        | ITF W25     | Sand      | Yuliana Lizarazo          | María Herazo González Sofia Sewing        | 6:4, 7:5           |
| 14. | 5. März 2023       | Monterrey     | WTA 250     | Hartplatz | Yuliana Lizarazo          | Kimberly Birrell Fernanda Contreras Gomez | 6:3, 5:7, [10:5]   |
| 15. | 17. Mai 2025       | Båstad        | ITF W35     | Sand      | Yuliana Lizarazo          | Anastassija Tichonowa Lisa Zaar           | 6:3, 6:2           |